# Tampa Bay Mutiny
Tampa Bay Mutiny byl americký fotbalový klub z floridské Tampy, který od roku 1996 do roku 2001 hrál Major League Soccer.

## Historie
V roce 1994 vedení nově vytvořené Major League Soccer oznámilo, že jedním ze zakládajících členů bude tým z oblasti Tampa Bay. Region se zdál jako potencionálně dobrý pro MLS díky velkému úspěchu Tampa Bay Rowdies ve staré North American Soccer League. Tým Tampa Bay Mutiny se tak stal v roce 1996 jedním z deseti zakládajících celků ligy. Tým byl společně s Dallas Burn a San Jose Clash vlastněn přímo MLS, která by nakonec týmy prodala soukromým vlastníkům. V prvních dvou letech byl tým velmi úspěšný, s hráči jako byli Carlos Valderrama, Roy Lassiter nebo Martín Vásquez, v první sezoně ovládli základní část, vypadli ovšem před branami finále. Nejlepším hráčem sezony se stal právě Valderrama a Lassiter svými 27 góly vytvořil rekord, který až v roce 2018 překonal Josef Martínez.
Město Tampa v roce 1998 zbouralo původní stadion Tampy a přesunulo Mutiny na nový Raymond James Stadium, ovšem s mnohem méně příznivým nájmem. Klub bojoval s klesající účastí a příjmy, které byly umocněny nájemní smlouvou, která převedla většinu denních výnosů Tampě Bay Buccaneers, což mělo za následek neschopnost najít soukromého vlastníka. V roce 2001 klesla návštěvnost pod 11 000 diváků, jednu z nejnižších v lize. Mutiny bojovali se ztrátami 2 milionů dolarů ročně, vedení MLS žádalo rodinu Glazerových (vlastníků Buccaneers), aby klub odkoupilo. Glazerovi nabídku odmítli, čímž nechali Mutiny bez perspektivních majitelů. MLS se v roce 2002 rozhodlo pro zrušení týmu.

## Umístění v jednotlivých sezonách
| Major League Soccer (1996 – 2001) |    |    |     |    |      |                     |               |             |
| Sezóna                            | Z  | V  | R   | P  | Body | Pozice (konf./liga) | Play-off      | Pohár       |
| 1996                              | 32 | 19 | 1   | 12 | 58   | 1. / 1.             | Finále VK     | Čtvrtfinále |
| 1997                              | 32 | 14 | 3   | 15 | 45   | 2. / 3.             | Semifinále VK | Čtvrtfinále |
| 1998                              | 32 | 11 | 1/5 | 15 | 34   | 5. / 9.             | —             | Čtvrtfinále |
| 1999                              | 32 | 9  | 5/7 | 11 | 32   | 3. / 8.             | Semifinále VK | Čtvrtfinále |
| 2000                              | 32 | 16 | 4   | 12 | 52   | 2. / 4.             | Semifinále VK | Osmifinále  |
| 2001                              | 27 | 4  | 2   | 21 | 14   | 4. / 12.            | —             | 2. kolo     |